# 玉川村 (長野県)
玉川村（たまがわむら）は長野県諏訪郡にあった村。現在の茅野市大字玉川にあたる。

## 地理
- 山：小泉山
- 河川：上川[2]

## 歴史
- 1874年（明治7年）11月25日 - 筑摩県第十四大区第六小区に属する山田新田村・中沢村・田道新田村・粟沢村・神之原村・子ノ神新田村・菊沢村・穴山村・北久保新田村が合併して玉川村となる。
- 1876年（明治9年）8月21日 - 筑摩県廃止にともない、長野県南第十四大区第六小区となる。
- 1879年（明治11年）1月4日 - 郡区町村編制法の施行により長野県諏訪郡となる。
- 1879年（明治11年）6月30日 - 大小区廃止にともない、泉野村との連合戸長役場（玉川村泉野村戸長役場）を玉川村中沢常勝院に置く。
- 1889年（明治22年）4月1日 - 町村制施行に基づき、玉川村役場が発足。
- 1955年（昭和30年）2月1日 - ちの町・宮川村・金沢村・豊平村・泉野村・北山村・湖東村・米沢村と合併して茅野町が発足。同日玉川村廃止。

## 有名な出身者
- 丸茂作太郎
- 丸茂藤平
- 黒木勘蔵
- 堀内唯生
- 高橋庸弥
- 原田文也
- 土田耕平

## 交通

### 道路
現在は旧村域を中央自動車道が掠めるが、当時は未開通。